# 富宁赤车
富宁赤车（学名：Pellionia funingensis），为荨麻科赤车属下的一个种。其种加词“funingensis”意为“云南富宁的”。
现接受名为Elatostema grijsii (Hance) Y.H.Tseng & A.K.Monro， 2019。